# Destinația: Orion

Constelația Orion

Destinația: Orion (engleză: Destination Orion) este al 46-lea episod (sezonul 4, episodul 14) al serialului de televiziune american Extratereștri antici (Ancient Aliens). Episodul a avut premiera la 11 ianuarie 2013 pe canalul History.

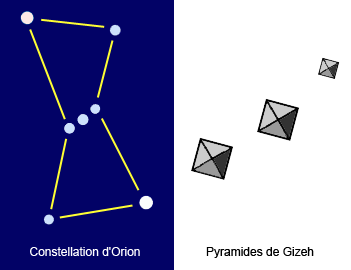
Comparație între constelația Orion și Piramidele din Giza

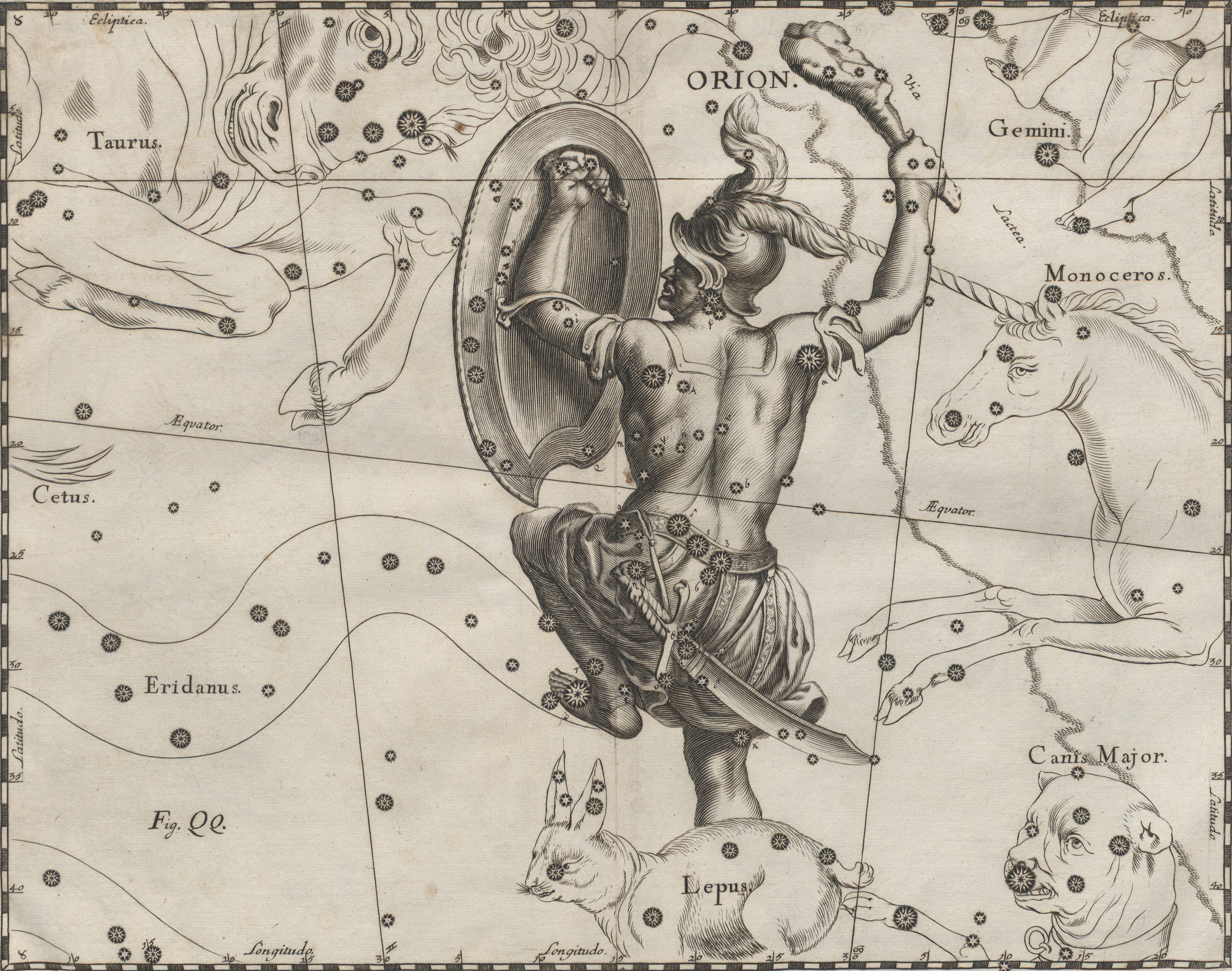
Reprezentarea constelației Orion de către Johannes Hevelius, în lucrarea sa Uranografia. Constelația este botezată după semizeul grec Orion, în secolul VIII, î.Hr., când a fost trasată legătura între stele, capul, umerii, centura și picioarele unui om.

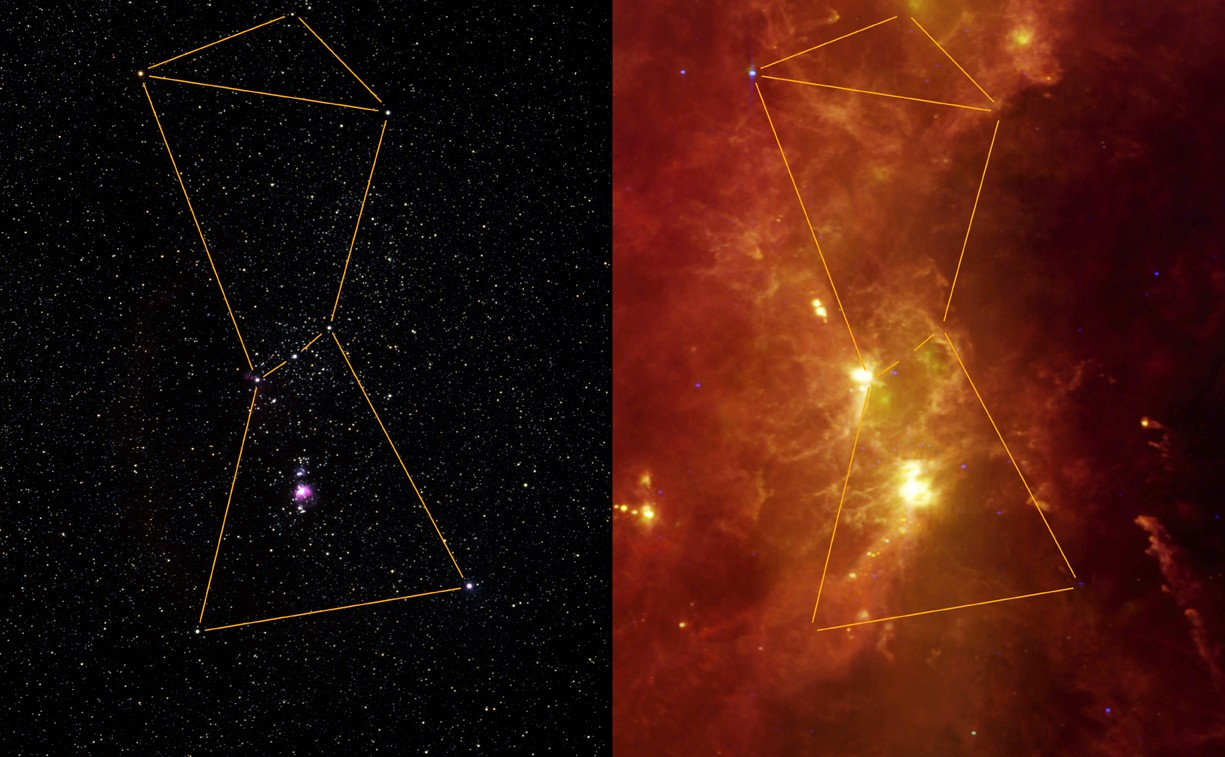
Constelația Orion văzută în spectrul vizibil respectiv infraroșu.

## Prezentare
În acest episod este prezentat cum  un model de stele apare în mai multe monumente antice vechi de peste 7000 de ani. Aceste monumente nu puteau fi realizate fără a avea cunoștințe avansate despre univers și ascund informații nedescoperite încă de știința modernă. Teoreticienii astronauților antici cred că datorită acestei obsesii care apare de-a lungul globului pământesc, oamenii ar fi avut un posibil contact cu entități călătoare venite din acest roi de stele. Este vorba de constelația Orion, o nebuloasă aflată la 1.500 de ani-lumină de Terra și care conține mai mult de 3.000 de stele în diverse stagii de viată. Constelația Orion dispune de un asterism (alăturare de stele), cunoscută ca și „Centura lui Orion”. Aceasta este formată din trei stele strălucitoare, situate aparent pe o linie. În jurul celor trei stele, alte patru stele strălucitoare compun „corpul” vânătorului. Aparent, privind imediat sub „centură”, observăm o proeminență formată din mai multe stele micuțe (din care una este de fapt Nebuloasa Orion), cunoscută ca și „Sabia lui Orion”.
Văzută de pe Terra, constelația Orion este una dintre cele mai vizibile formații de stele pe cerul nopții,  ea fiind venerată de culturile antice peste tot în lume, mii de ani. Botezată după semizeul grec Orion, în secolul VIII, î.Hr., când a fost trasată legătura între stele, capul, umerii, centura și picioarele unui om. Orion este, probabil, una dintre cele mai recunoscute constelații de pe cer, poate a doua după Ursa Mare. Se află aproape de ecuator, și în emisfera de nord  vizibilă iarna. Conține o mulțime de stele luminoase pe o mare suprafață, aceasta reprezentând trupul lui Orion. Cele trei stele importante în constelație sunt Alnilam ( ε Orionis), Alnitak (ζ Orionis) și Mintaka (δ Orionis, 34 Orionis). Acestea reprezintă Centura lui Orion. Multi oameni recunosc constelația după aceste trei stele aflate în linie.
Conform mitologiei egiptene, zeii descind din centura de stele a lui Orion și Sirius, cea mai strălucitoare stea de pe cer. Egiptenii antici credeau că de la Sirius și Orion au venit ființe în formă umană, Osiris și Isis, care au creat rasa umană. Ei credeau că Osiris se va întoarce într-o zi din Orion.
Faraonul egiptean Unas a domnit 30 de ani înainte să facă ultima sa călătorie către sistemul stelar Orion. Egiptenii antici credeau  că scopul Marii Piramide a fost nu de mormânt, ci mai degrabă ca un fel de matcă a transformării. Faraonul ar intra înăuntru ca un om, și prin procesul tehnologic pentru care a fost construită piramida, faraonul s-a transformat în zeu, o ființă superioară ce poate călători spre stele.

## Teoria corelației Orion
Corelația Orion este propusă de unii egiptologi (ca Selim Hassan) sau arheo-astronomi (ca Robert Bauval). Conform acesteia există o corelație între poziția piramidele din Egipt și poziția stelelor, mai ales între cele trei piramide de la Giza (Piramida lui Keops, Chephren, și Piramida lui Menkaure) și cele trei stele centrale alee constelației Orion (δ Orionis, ε Orionis et ζ Orionis) .

## Hopi
Aliniamentul epic al stelelor lui Orion apare nu numai în Egiptul antic dar și în Nord-estul Arizonei, pe platoul Colorado, casa tribului Hopi. Fiecare mare stea din constelație corespunde unui sit sau sat unde tribul Hopi locuiește și acum. Umărul stâng a lui Orion este un loc numit Wupatki, aflat la nord de Flagstaff, Arizona, loc construit în cca. 1120 AD. Homolovi Ruin, de lângă Winslow, Arizona, corespunde umărului drept a lui Orion și stelei Betelgeuse.

## Nabta Playa

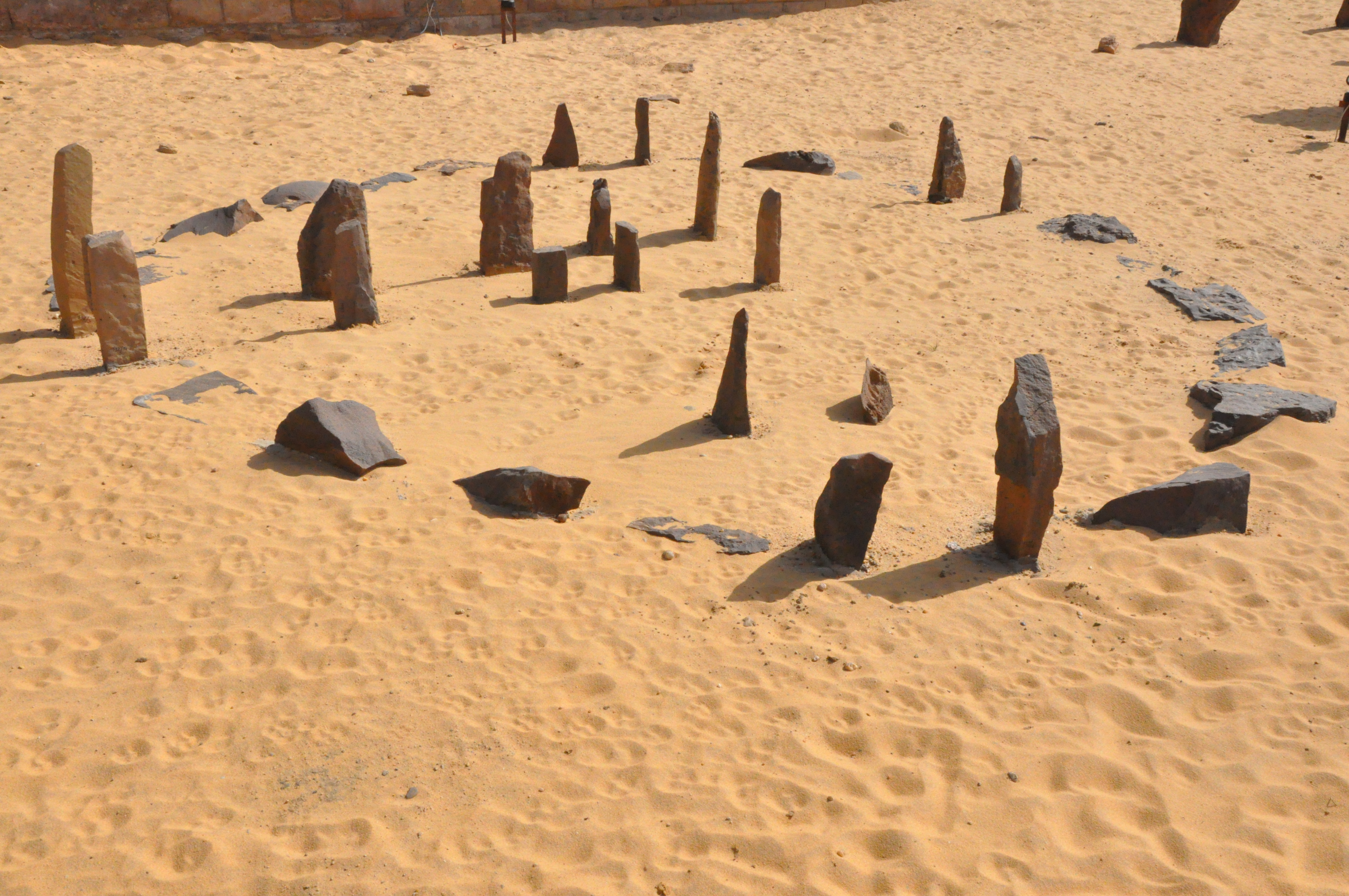
Calendarul Nabta Playa aflat în muzeul Aswan Nubia

Astrofizicianul Thomas G. Brophy sugerează o ipoteză conform căreia linia de sud a celor trei pietre din interiorul cercului calendar de la Nabta Playa (din Deșertul Nubian) reprezintă de fapt cele trei stele din centura lui Orion, iar celelalte trei pietre din interiorul cercului calendar reprezintă umerii și capul stelelor din Orion așa cum au apărut pe cer.    Aceste corespondențe sunt pentru două date, una pentru anul circa 4800 î.Hr. și una  reprezentând cum arată poziția acestor stele după ce "se mișcă" pe cer pe termen lung.

## Teotihuacán
În centrul Mexicului, la 42 km nord-est de capitala Mexico City se află ruinele de la Teotihuacán, un oraș antic ce se întindea pe o suprafată de 8 km și avea peste 150.000 de locuitori.
Cercetătorii cred că impresionantele structuri aflate aici incluzând două mari piramide și un templu au fost construite de maiași în secolul al II-lea î.Hr; și că, la fel ca piramidele egiptene de la Giza, aceste trei construcții indică direct către cele trei stele ale Centurii lui Orion. Amplasamentul piramidelor de la Teotihuacán redă poziția stelelor din Centura lui Orion. Maiașii, ca și vechii egipteni, credeau că  Centura lui Orion este un centru al creației (magice) a omenirii. Se spune că în anul 3.114 î.Ch. zeii au coborât din ceruri pe Pământ pentru o înțelegere cu maiașii, și această înțelegere a avut loc în Teotihuacán.

## Babilonienii
Babilonienii îl descriu pe Orion ca fiind și constelație și ființă supremă, fiind descris ca "Păstorul Credincios al Cerului și ca "Zeu Suprem al Împărățiilor Cerești". Cataloagele stelare babiloniene conțin o interesantă colecție de informații astronomice, cu precise ecuații matematice, distanțe între planete, ridicându-se întrebarea de unde are aceste cunoștințe esoterice o civilizație considerată primitivă.